# AIM-9 Sidewinder
El AIM-9 Sidewinder es un misil aire-aire de corto alcance y guía pasiva por infrarrojos, montado principalmente en aviones de caza para combate aire-aire y, posteriormente, también en algunos helicópteros de ataque. La primera versión del misil entró en servicio con la Fuerza Aérea de los Estados Unidos a principios de los años 1950, y sus variantes y actualizaciones continúan en servicio activo en un gran número de fuerzas aéreas después de casi siete décadas.
El Sidewinder es el misil más ampliamente utilizado para las guerras en los países occidentales, con más de 110 000 misiles producidos para los Estados Unidos y otros 27 países, de los cuales quizás solo el uno por ciento ha sido utilizado en combate. Fue fabricado bajo licencia en algunas naciones entre las que se incluye Suecia. El AIM-9 es uno de los misiles aire-aire más antiguos, menos caros, y más exitosos, se estima que ha logrado unos 270 derribos de aeronaves en todo el mundo hasta la fecha.

## Generalidades
Su nombre proviene del crótalo cornudo (sidewinder, en inglés), serpiente que detecta a su presa mediante su calor corporal, como lo hace el misil. El AIM-9 Sidewinder fue el primer misil aire-aire realmente efectivo, y su sistema ha sido ampliamente imitado y copiado. Sus últimas versiones siguen en activo en varias fuerzas aéreas.
Cuando se lanza un misil Sidewinder, los pilotos de los países miembros de la OTAN utilizan la palabra clave Fox Two en las comunicaciones por radio, al igual que con todos los demás misiles termoguiados.

## Historia

### Desarrollo inicial
El misil AIM-9 fue un desarrollo por medio de la Estación Naval de Prueba de Artillería (Naval Ordnance Test Station), localizada en Inyokern, California. La estación ahora opera bajo nombre diferente cuyo es la Estación Naval de Armas Aéreas China Lake (Naval Air Weapons Station China Lake), California. Fue designado oficialmente en 1952, y fue concebido por William Burdette McLean.

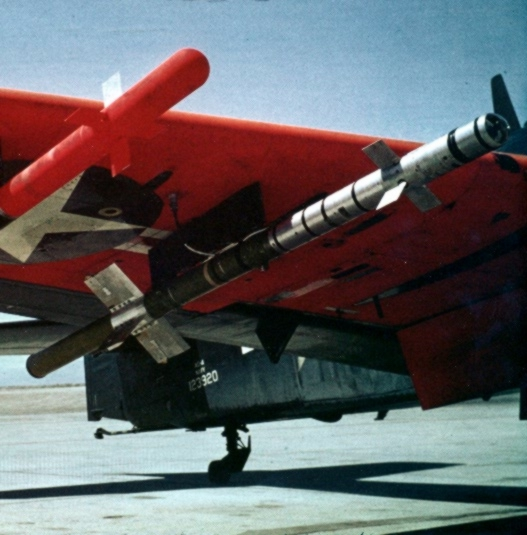
Prototipo del misil Sidewinder-1 bajo las alas de un AD-4 Skyraider durante pruebas en NAWS China Lake, 1952

Desarrollado por las Armada de Estados Unidos, a finales de la década de 1940, el misil AIM-9 introdujo varias tecnologías que lo hicieron más simple y fiable que su homólogo, AIM-4 Falcon, de las Fuerza Aérea de los Estados Unidos. Las diversas ramas de las Fuerzas Armadas de EEUU, pese a tener las mismas exigencias y buscar un producto similar, trabajaron de forma independiente y sin ninguna coordinación debido a la rivalidad entre ellas. En el campo de los misiles aire-aire de guía infrarroja (IR), el proyecto más interesante, innovador y eficaz fue el liderado por la US Navy, el AIM-9 Sidewinder.
Su costo es de aproximadamente 85 000 dólares por unidad.
La ventaja principal del AIM-9 es su sofisticación, y al mismo tiempo, su habilidad de detección simple, y sistema de orientación. 

#### Basado en la experiencia de los alemanes
Durante la Segunda Guerra Mundial, los alemanes experimentaron con un misil grande, llamado Enzian, usando un sistema de guiado por luz infrarroja, pero no consiguieron que fuera fiable. El misil tenía un fotodetector de luz infrarroja montado frente a un pequeño espejo de telescopio orientable y había unas miras en forma de cruz situadas entre ambos. Un mecanismo movía el espejo continuamente  de modo que las miras proyectaran más o menos sombra sobre el detector tratando de encontrar la dirección que maximizara la señal. Esto mantenía el espejo apuntando al blanco. El sistema de control del misil trataba a su vez de orientarlo en la dirección del eje del espejo; esta estrategia se denomina de persecución pura (en inglés: pure pursuit). El Sidewinder mejoró e hizo funcionar este sistema.

#### Readecuación
Lo primero era reemplazar el espejo "orientable", con otro rotativo que apuntaba hacia la parte delantera del misil. El detector fue montado frente al espejo. Cuando el eje longitudinal del espejo, el eje del misil y la línea de visión al blanco se encuentren alineados, los rayos reflejados del blanco serán registrados por el detector (suponiendo que el blanco no esté muy lejos del eje). Por lo tanto, el ángulo del espejo durante detección, calcula la dirección del blanco en el eje de rotación del misil.

#### Mecanismo de dirección
El viraje del misil hacia el blanco es proporcional a la distancia entre la imagen de este y el centro del espejo: Si el blanco esta más alejado del eje, los rayos se reflejarán sobre la orilla exterior: Si el blanco esta más cerca del eje, los rayos reflejarán más cerca del centro del espejo. La velocidad lineal del espejo es más alta sobre la orilla exterior, aunque su grosor es igual. Por lo tanto, si un blanco está más lejos del eje, su reflejo dura menos; y si el blanco está muy alineado con el eje, el pulso que produce el reflejo es largo. Así puede calcularse el ángulo de desvío del misil según dure el pulso de la imagen infrarroja.
Este tipo de señal hace al sistema rastreador, más simple y mejor. En vez de solo apuntar el misil al blanco (lo que no es eficaz), el AIM-9 "recuerda" el tiempo y la dirección de cada pulso; el algoritmo del calculador, trata de minimizar la diferencia entre pulsos sucesivos en vez de minimizar la diferencia en ángulos entre el detector y el misil —lo que llevaría que los pulsos fueran más largos—. Así el AIM-9 sigue una trayectoria llamada persecución proporcional (proportional pursuit), que es mucho más eficaz y guía al misil hacia donde “va a estar” el blanco.
Sin embargo este sistema también requiere que el misil tenga una orientación del eje de giro constante. Si el misil adquiere un movimiento de precesión, los datos de duración de los pulsos basados en la velocidad de giro del espejo serán imprecisos. Reducir la precesión normalmente requeriría añadir algún tipo de sensor que averigüe en que dirección está “abajo” y además un sistema de control corrector. En su lugar, se añadieron unas aletas en la cola con pequeños discos en su superficie exterior. Al incidir sobre ellos la corriente de aire los hace girar muy velozmente. Si el misil se mueve en precesión, la fuerza giroscópica del disco guía la aleta hacia la dirección del flujo de aire, anulando el movimiento. Así los diseñadores sustituyeron un sistema de control potencialmente complicado por una solución mecánica simple.

#### Pruebas aéreas
El originalmente llamado Sidewinder 1, el primer disparo en vivo fue el 3 de septiembre de 1952. El misil interceptó un drone por primera vez el 11 de septiembre de 1953. El misil realizó 51 vuelos guiados en 1954, y en 1955 se autorizó la producción.
En 1954, la Fuerza Aérea de los EE. UU. Realizó pruebas con el AIM-9A original y el AIM-9B mejorado en el Centro de Desarrollo de Holloman Air. El primer uso operacional del misil fue por Grumman F9F-8 Cougars y FJ-3 Furies de la Marina de los Estados Unidos a mediados de 1956.

#### Adopción por la Armada de EE.UU.

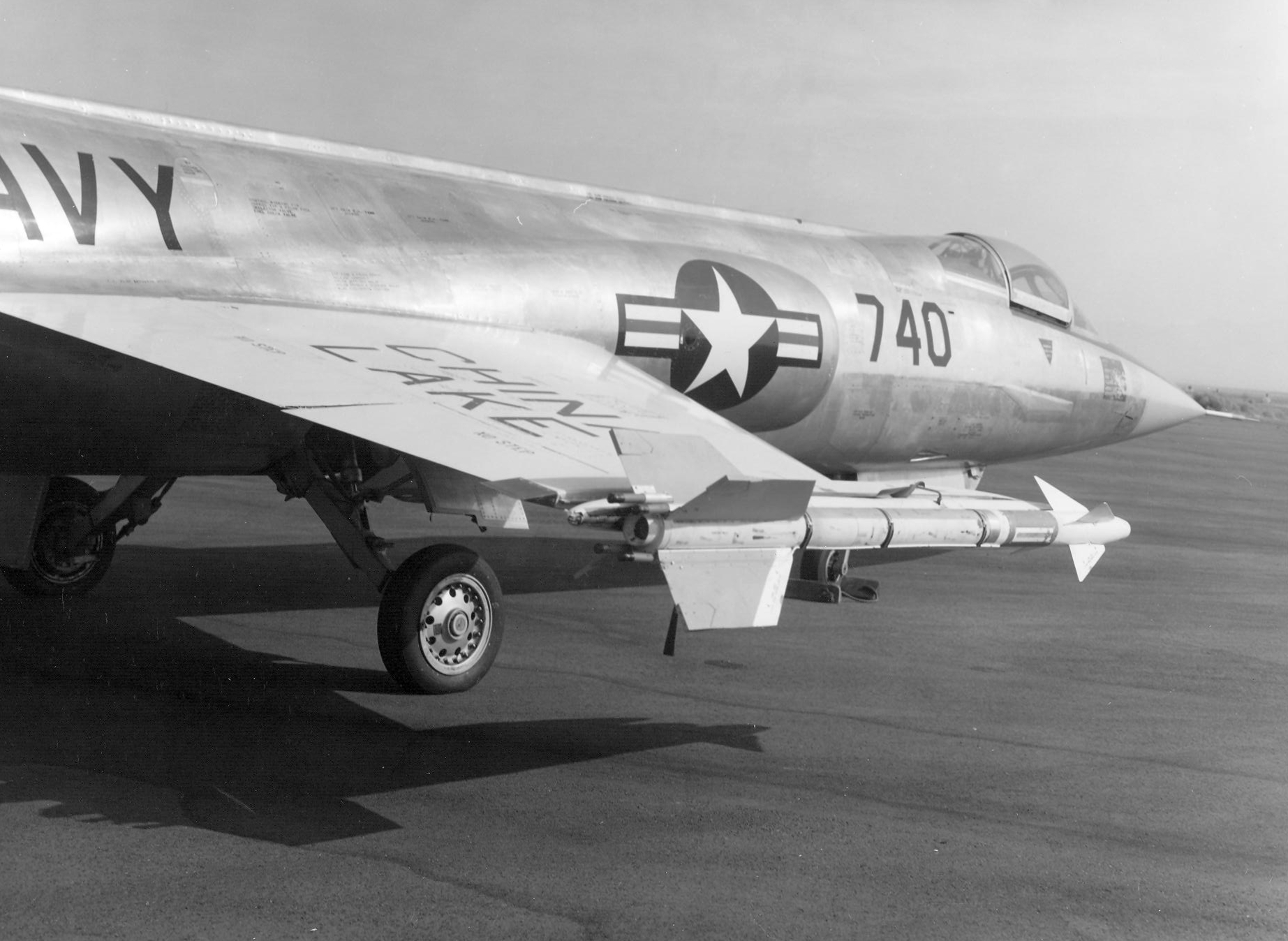
Un F-104 de la US Navy durante pruebas del Sidewinder-1.

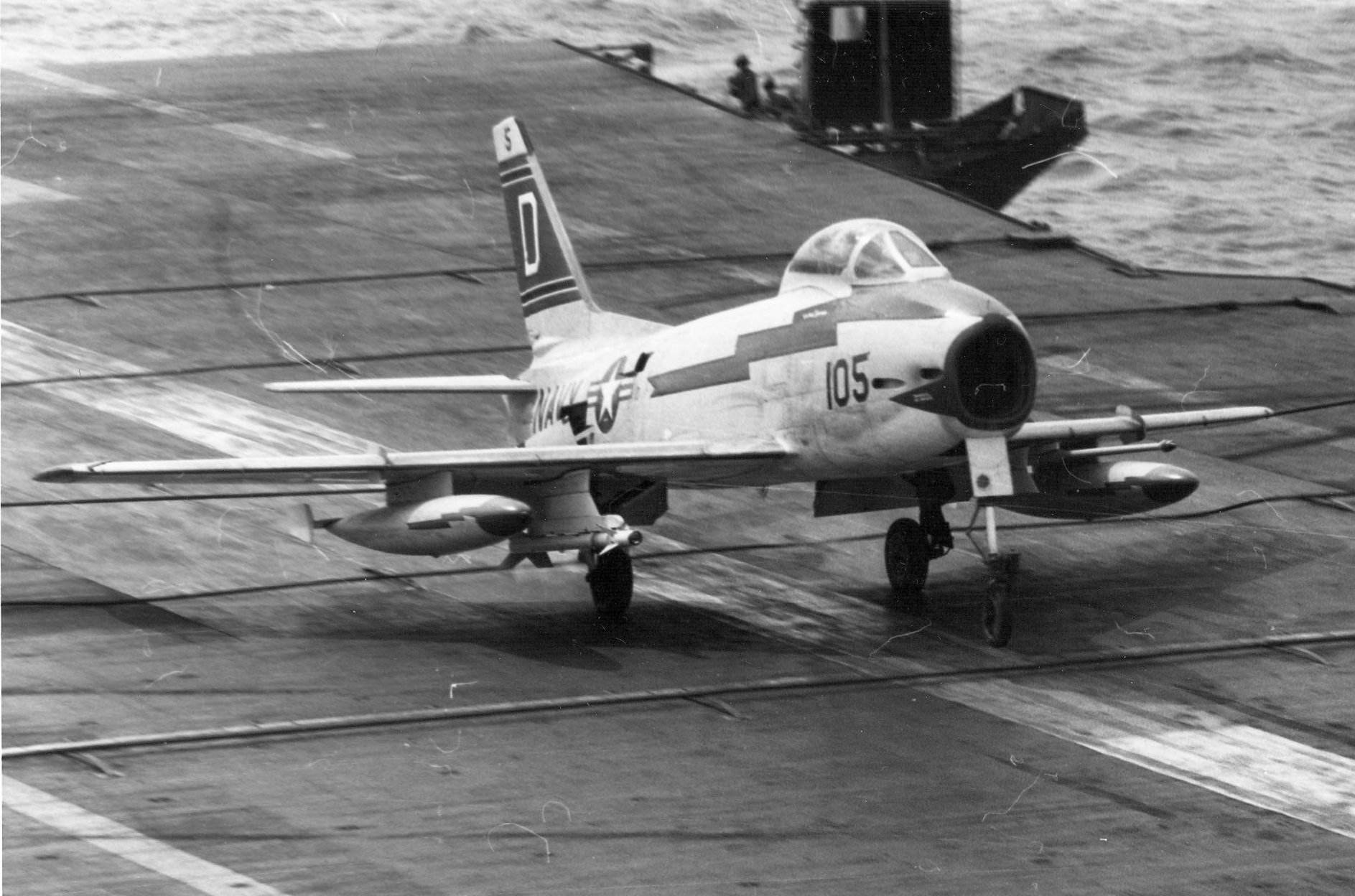
Un Fury aterriza en un portaviones con un par de AIM-9 bajo las alas, 1957.

Desde 1956 la armada de EE. UU. adoptó el pequeño y sencillo misil aire-aire que había desarrollado. Su denominación fue AAM-N-7. El misil estaba diseñado para interceptar bombarderos y ser lo más simple posible de forma que pudiera ser usado por los cazas embarcados en un portaaviones en alta mar. Tras unas intensas pruebas comparativas se comenzó a montarlo en prácticamente todos los aviones de combate entonces en servicio. 
Muchos de los aliados de EE. UU. que recibieron aviones F-86 Sabre comenzaron a equiparlos con Sidewinder. La bondad de la idea se pudo comprobar en 1958 con los Sabre de Taiwán y en 1965 con los Sabre pakistaníes. Estos F-86 pusieron en aprietos a los muy superiores Hunter y MiG-17 a los que se enfrentaron por aquellas fechas. En el caso de España el AIM-9B fue adquirido por el Ejército del Aire en 1960, prestando servicio con los F-86F del Ala de Caza 4, Base aérea de Son San Juan.

#### Desarrollo a principios de la década de 1960
El Sidewinder posteriormente evolucionó a través de una serie de versiones mejoradas con buscadores más nuevos y sensibles con varios tipos de enfriamiento y varias mejoras de propulsión, fusibles y ojivas. Aunque cada una de esas versiones tenía varias diferencias de buscador, enfriamiento y fusión, todos menos uno compartían la conexión de infrarrojos. La excepción fue el AAM-N-7 Sidewinder IB de la Marina de los Estados Unidos —más tarde AIM-9C—, un Sidewinder con una cabeza de localización semiactiva por radar desarrollado para el F-8 Crusader. Solo se produjeron alrededor de 1000 de estas armas, muchas de las cuales se reconstruyeron posteriormente como el misil antirradiación AGM-122 Sidearm.

#### Adopción a la USAF en 1964

Un F-104 Starfighter realiza un disparo de pruebas contra un blanco QF-80 en el polígono de Eglin Air Force Base

La nomenclatura original de la USAF para el Sidewinder fue el GAR-8, aunque también adoptó el nombre AIM-9 más tarde. Aunque originalmente desarrollado para la USN y un competidor del AIM-4 Falcon de la USAF, el Sidewinder se introdujo posteriormente en el servicio de la USAF. El Departamento de Defensa de Estados Unidos ordenó que el F-4 Phantom fuera adoptado por la USAF. La Fuerza Aérea originalmente tomó prestados los Phantoms del modelo F-4B, que estaban equipados con AIM-9B Sidewinder como armamento de corto alcance.
La primera producción de USAF Phantom fue el modelo F-4C, que llevó el Sidewinder AIM-9B, a partir de diciembre de 1964. Durante la década de 1960, la USN y la USAF buscaron sus propias versiones separadas del Sidewinder, pero las consideraciones de costos más tarde obligaron al desarrollo de variantes comunes. comenzando con el AIM-9L.

### Variantes de los dos componentes

#### Marina de los Estados Unidos: AIM-9D/G/H
La progresión del diseño Navy Sidewinder pasó del modelo B de producción inicial al modelo D que se usó ampliamente en Vietnam. Los modelos G y H siguieron con un nuevo diseño de canard avanzado que mejoró el rendimiento de ACM y expandió los modos de adquisición y las envolventes mejoradas. El modelo «Hotel» siguió poco después del «Golf» y presentó un diseño de estado sólido que mejoró la confiabilidad en el entorno del operador, donde el impacto de los lanzamientos de catapultas y los aterrizajes detenidos tuvo un efecto de deterioro en los diseños anteriores de tubos de vacío. El informe de Ault tuvo un fuerte impacto en el diseño, fabricación y manejo de Sidewinder.

#### Fuerza Aérea de los Estados Unidos: AIM-9E/J/N/P
Una vez que la Fuerza Aérea de los Estados Unidos adoptó el Sidewinder como parte de su arsenal, desarrolló el AIM-9E, introduciéndolo en 1967. El "Echo" era una versión mejorada del AIM-9B básico con canards delanteros más grandes, así como un IR más aerodinámico. Buscador y un motor de cohete mejorado. El misil, sin embargo, aún tenía que ser disparado en la parte trasera del objetivo, un inconveniente de todos los misiles IR anteriores. Se aplicaron mejoras significativas a la primera versión de la verdadera pelea de perros, el AIM-9J, que se envió al Teatro del Sudeste Asiático en julio de 1972 durante las campaña en las operaciones Linebacker I y Linebacker II, en la que tuvieron lugar muchos encuentros aéreos con los MiG de Vietnam del Norte. El modelo Juliet podría lanzarse a 7,5 g (74 m/s²) e introdujo los primeros componentes de estado sólido y actuadores mejorados capaces de entregar un par de 90 lb · ft (120 N · m) a los canards, mejorando así la destreza en el combate de perros. En 1973, Ford comenzó la producción de un AIM-9J-1 mejorado, que más tarde fue rediseñado el AIM-9N. El AIM-9J fue ampliamente exportado. El J/N evolucionó a la serie P, con cinco versiones producidas (P1 a P5) que incluyen mejoras tales como nuevos fusibles, motores de cohetes de humo reducido y capacidad todo aspecto en los últimos modelos P4 y P5. BGT en Alemania ha desarrollado un kit de conversión para actualizar los conjuntos de guiado y control AIM-9J /N/P a la norma AIM-9L, y esto se está comercializando como AIM-9JULI. El núcleo de esta actualización es el ajuste de la unidad de buscador DSQ-29 del AIM-9L, que reemplaza al buscador original J/N/P para brindar capacidades mejoradas.

## Historia en combate

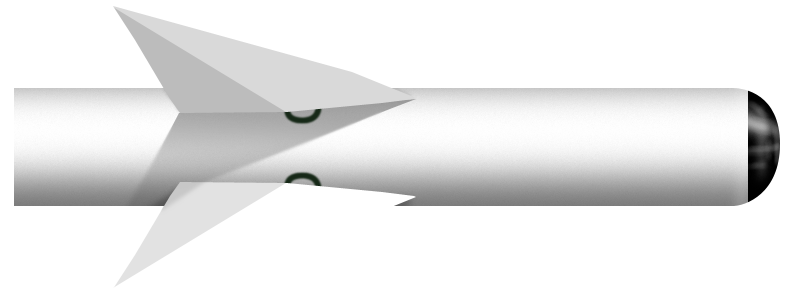
La cabeza del AIM-9B Sidewinder

### Estrecho de Taiwán (1958)
El primer uso de combate del Sidewinder fue el 24 de septiembre de 1958, con la Fuerza Aérea de la República de China (Taiwán), durante la Segunda Crisis del Estrecho de Taiwán. Durante ese período de tiempo, los F-86 Sabre de la ROCAF se involucraron habitualmente en batallas aéreas con la República Popular China sobre el Estrecho de Taiwán. Los MiG-17 de PRC tenían un mejor techo de vuelo a mayor altitud y de manera similar a los encuentros de la guerra de Corea entre el F-86 y el MiG-15 anterior, las formaciones de PRC cruzaban por encima de las ROC Sabres, inmunes a su armamento de ametralladoras calibre .50 y solo elegían entrar en batalla, cuando las condiciones los favorecían. En un esfuerzo altamente secreto, los Estados Unidos proporcionaron una docena de Sidewinder de la US Navy a las fuerzas de la República de China y un Equipo de Aviación del Cuerpo de Marines de los Estados Unidos para modificar sus Sabres para llevar el Sidewinder. Aviones F-100 de la USAF se emplearon para entrenar a los taiwaneses simulando ser MiG-17. En el primer encuentro, el 24 de septiembre de 1958, los F-86 equipados con el Sidewinder sorprendieron a los MiG-17 mientras estos volaban por encima de los Sabres pensando que eran invulnerables. Al ser atacados con los misiles los MiG rompieron la formación y descendieron a la altura de los Sabres en combates cerrados. Diez MiG-17 fueron derribados ese día. Esta acción marcó el primer uso exitoso de misiles aire-aire en combate, los MiG derribados fueron sus primeras bajas.
Durante las batallas del Estrecho de Taiwán de 1958, un F-86 de la ROCAF logró alcanzar con un AIM-9B a un MiG-17 de la Fuerza Aérea del Ejército Popular de Liberación (PLAAF) sin explotar; el misil se alojó en la estructura del avión del MiG y permitió que el piloto llevara tanto el avión como el misil a la base. Los ingenieros soviéticos dijeron más tarde que el Sidewinder capturado sirvió como un «curso universitario» en diseño de misiles y mejoró sustancialmente las capacidades aire-aire soviéticas. Pudieron aplicar ingeniería inversa a una copia del Sidewinder, que fue fabricado como el misil Vympel R-3/K-13, nombre dado por la designación OTAN: AA-2 Atoll. Puede haber habido una segunda fuente para el diseño copiado: según Ron Westrum en su libro Sidewinder, los soviéticos obtuvieron los planos del Sidewinder de un Coronel de la Fuerza Aérea Sueca, Stig Wennerström. (De acuerdo con Westrum, los ingenieros soviéticos copiaron el AIM-9 tan cerca que incluso los números de las partes se duplicaron, aunque esto no se ha confirmado de fuentes soviéticas).
El Vympel R-3 entró en servicio con las fuerzas aéreas soviéticas en 1961.

### Pakistán
En 1965 un F-104 pakistaní sorprendió a 4 aviones Dassault MD.452 Mystère IV hindúes mientras atacaban un tren y derribó a uno de ellos con un misil AIM-9. Solo 22 Sabre pakistaníes estaban preparados para emplear misiles Sidewinder, pero los hindúes hubieron de asumir que cualquier F-86 podría emplearlos. Pakistán reclamó ocho aviones hindúes derribados por misiles AIM-9 en la guerra de 1965.

### Guerra de Vietnam (1965-1973)

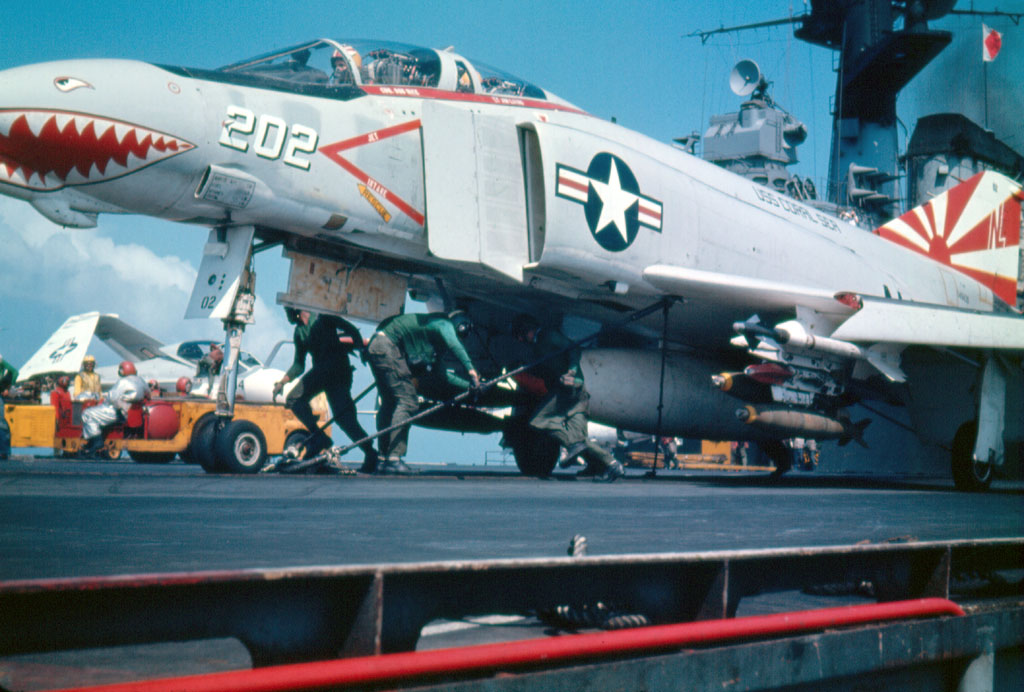
Misiles AIM-9D en un F-4B del escuadrón VF-111 del, 1971~1972

Cuando comenzó el combate aéreo sobre Vietnam del Norte en 1965, el Sidewinder era el misil estándar de corto alcance transportado por la Armada de los EE. UU. En su F-4 Phantom II y F-8 Crusader y podía ser transportado en el A-4 Skyhawk y en el A-7 Corsair II para autodefensa. La Fuerza Aérea de los EE. UU. También usó el Sidewinder en sus F-4C y cuando los MiG comenzaron a desafiar a los grupos de ataque, el F-105 Thunderchief también llevó al Sidewinder en defensa propia. La USAF optó por llevar solo el AIM-4 Falcon en su modelo F-4D. Los Phantoms se introdujeron en el servicio de Vietnam en 1967, pero la decepción con el uso del Falcon en el combate llevó a un esfuerzo para reconfigurar el F-4D para que pudiera llevar Sidewinders.
El rendimiento de los 454 Sidewinders lanzados durante la guerra y el AIM-7 Sparrow no fue tan satisfactorio como se esperaba. Tanto la USN como la USAF estudiaron el desempeño de sus tripulaciones aéreas, aeronaves, armas, entrenamiento e infraestructura de apoyo. La USAF realizó el informe Red Baron clasificado, mientras que la Armada realizó un estudio que se centró principalmente en el rendimiento de las armas aire-aire que se conocía informalmente como el "Informe Ault". El impacto de ambos estudios resultó en modificaciones al Sidewinder por parte de ambos servicios para mejorar su desempeño y confiabilidad en el exigente escenario aire-aire.

### Líbano (1982)
En 1982 se estima que la fuerza aérea de Israel abatió 51 de las 85 aviones sirios reclamados con AIM-9. Israel 
empleó también en Líbano sus misiles Shafir, una versión local equivalente al AIM-9.

### Malvinas (1982)
En la guerra de Malvinas los Sea Harrier de la Royal Navy dotados con los avanzados AIM-9L fueron clave para mantener a los aviones argentinos lejos de la flota británica y poder recuperar las islas. Los argentinos emplearon AIM-9B y sus equivalentes R.550 Magic y Shafir, que se mostraron inferiores a los 100 AIM-9L que EEUU suministró a los ingleses. Los Sea Harrier derribaron 17 aviones argentinos y averiaron otros dos. La tasa de éxito se estimó en un 80%.

### Irán
Durante su larga guerra con Irak en la década de 1980 la fuerza aérea iraní hizo un extenso empleo de sus misiles AIM-9. Los aviones F-5, F-4 y F-14 iraníes contaban con misiles AIM-9J y AIM-9P como armamento aire-aire y con ellos derribaron numerosos aviones iraquíes.

### Ucrania
Ucrania recibió misiles AIM-9 de varios modelos entre la ayuda que recibió tras la invasión rusa. Se sabe que algunos fueron empleados por la defensa aérea ya que los lanzadores NASAMS son compatibles con ellos. Otros fueron empleados como armamento de los F-16 recibidos de Holanda y Dinamarca. Se cree que otros pudieron haber sido adaptados para su empleo desde MiG-29 y Su-27 ucranianos. Un número no especificado se cree fue empleado desde lanzadores BUK y Ossa adaptados para disparo de misiles occidentales.
Se confirma el primer lanzamiento de AIM-9 desde lancha no tripulada y derribo de avión de combate ruso.

### Mar Rojo
Los F/A-18 de la US Navy realizaron misiones aire-aire contra los drones y misiles lanzados por los hutíes desde Yemen. Para estas misiones la carga de cada avión era cuatro misiles AIM-9X y cinco AIM-120. Los AIM-9X fueron empleados en varios derribos.

## Otras variantes desarrolladas

### AIM-9L

Sistema de guía y espoleta del AIM-9L (imagen vectorial sin rótulos)

El siguiente gran avance en el desarrollo de IR Sidewinder fue el modelo AIM-9L ("Lima"), que estaba en plena producción en 1977. Este fue el primer Sidewinder de "todos los aspectos" con la capacidad de atacar desde todas las direcciones, incluso desde el frente. , que tuvo un efecto dramático en las tácticas de combate. Su primer uso de combate fue por un par de F-14 de la Armada de los EE. UU. En el Golfo de Sidra en 1981 contra dos Sukhoi Su-22 libios, ambos fueron destruidos por los AIM-9L. Su primer uso en un conflicto a gran escala fue en el Reino Unido durante la guerra de las Malvinas de 1982. En esta campaña, la "Lima" supuestamente logró muertes desde el 80% de los lanzamientos, una mejora dramática en comparación con los niveles del 10% al 15% de las versiones anteriores, anotando 17 muertes y 2 muertes contra aviones argentinos.
En los usos de combate del AIM-9L, los oponentes no habían desarrollado tácticas para la evasión de disparos de misiles con la cabeza, haciéndolos más vulnerables. El AIM-9L también fue el primer Sidewinder que fue una variante conjunta utilizada tanto por la Armada de los EE. UU. Como por la Fuerza Aérea desde el AIM-9B. La "Lima" se distinguió de las variantes anteriores de Sidewinder por su configuración de doble capa delta hacia adelante y su acabado en metal natural de la sección de guía y control. El Lima también fue construido bajo licencia en Europa por un equipo encabezado por Diehl BGT Defense. Hay una serie de variantes de "Lima" en el servicio operativo en la actualidad. El primer desarrollo fue el 9L Tactical, que es una versión mejorada del misil básico 9L. El siguiente fue el 9L Genetic, que ha aumentado las contramedidas por infrarrojos (IRCCM); esta actualización consistió en un módulo extraíble en la Sección de Control de Orientación (GCS) que proporcionó la capacidad de rechazo de destellos. Luego vino el 9L (I), que tenía su módulo IRCCM cableado en el GCS, proporcionando mejores contramedidas, así como un sistema de búsqueda actualizado. Diehl BGT también comercializa el AIM-9L (I) -1, que nuevamente actualiza el GCS de 9L (I) y se considera un equivalente operacional al AIM-9M inicialmente "solo para Estados Unidos".

### AIM-9M
El subsiguiente AIM-9M ("Mike") tiene la capacidad de todos los aspectos del modelo L y ofrece un rendimiento superior. El modelo M ha mejorado la capacidad contra las contramedidas infrarrojas, la capacidad mejorada de discriminación de fondo y un motor de cohete de humo reducido. Estas modificaciones aumentan su capacidad para ubicarse y bloquearse en un objetivo y disminuyen las posibilidades de detección de misiles. Las entregas del AIM-9M-1 inicial comenzaron en 1982. Los únicos cambios del AIM-9L al AIM-9M se relacionaron con la Sección de Control de Orientación (GCS). Se introdujeron varios modelos en pares, con números pares que designan versiones de la Armada e impares para la USAF: AIM-9M-2/3, AIM-9M-4/5 y AIM-9M-6/7, que se enviaron rápidamente al área del Golfo Pérsico Operación Desert Shield (1991) para abordar las amenazas específicas que se espera que estén presentes.
El AIM-9M-8/9 incorporó el reemplazo de cinco tarjetas de circuito y la placa base relacionada para actualizar la capacidad de contramedidas infrarrojas (IRCCM) para mejorar la capacidad de 9M contra la última amenaza IRCM. Las primeras modificaciones del AIM-9M-8/9, que se presentaron en 1995, involucraron el diseño de la sección de guía y la sustitución de las tarjetas de circuitos en el nivel de depósito, que requiere mucha mano de obra y es costosa, además de eliminar los misiles del inventario durante el período de actualización. El concepto AIM-9X es utilizar software reprogramable para permitir actualizaciones sin desensamblar.

### AIM-9R

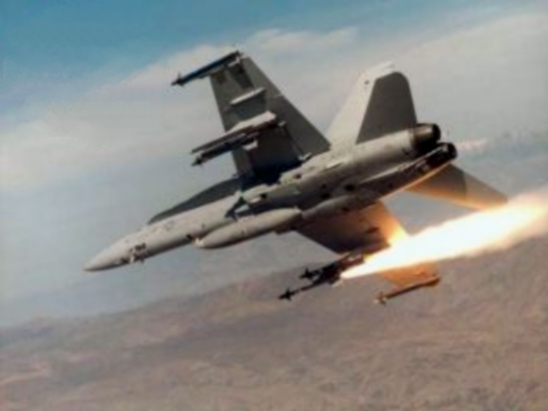
AIM-9R disparado desde un cazabombardero F/A-18 Hornet.

La Armada comenzó a desarrollar AIM-9R, una actualización de Sidewinder buscador en 1987 que presentaba un buscador de matriz de plano focal (FPA) que utiliza detectores de dispositivos de carga acoplada (CCD) del tipo cámara de video y que ofrece una mayor capacidad fuera de la mira. La tecnología en ese momento estaba restringida al uso visual solamente (luz diurna) y la USAF no estaba de acuerdo con este requisito, prefiriendo otra vía tecnológica. AIM-9R llegó a la etapa de prueba de vuelo antes de que se cancelara y, posteriormente, ambos servicios acordaron un desarrollo conjunto de la variante AIM-9X.

### BOA/Boxoffice
En las instalaciones de China Lake desarrolló una configuración mejorada de control de carro comprimido titulada BOA. (Los misiles de "carro comprimido" tienen superficies de control más pequeñas para permitir que entren más misiles en un espacio determinado. Las superficies pueden estar "recortadas" de forma permanente, o pueden desplegarse cuando se lanza el misil).
El diseño BOA redujo el tamaño de las superficies de control, eliminando los rollerons, y volvió al diseño simple hacia delante. Aunque la Armada y la Fuerza Aérea habían desarrollado y adquirido conjuntamente AIM-9L / M, BOA fue un esfuerzo exclusivo de la Armada apoyado por fondos internos de Investigación y Desarrollo Independiente (IR&D) de China Lake. Mientras tanto, la Fuerza Aérea estaba realizando un esfuerzo paralelo para desarrollar una versión de carro comprimido de Sidewinder, llamada Boxoffice, para el F-22. El jefe de Estado Mayor Conjunto ordenó que los servicios colaboren en AIM-9X, lo que puso fin a estos esfuerzos por separado. Los resultados de BOA y Boxoffice se entregaron a los equipos de la industria que compiten por AIM-9X, y se pueden encontrar elementos de ambos en el diseño de AIM-9X.

### AIM-9X
Después de observar los diseños avanzados de misiles de corto alcance durante la parte AIM de la Prueba y Evaluación Conjuntas ACEVAL/AIMVAL en Nellis AFB en el período 1974–78, la Fuerza Aérea y la Marina acordaron la necesidad de la tecnología de Aire a Aire Avanzada de Medio Alcance. Misil AMRAAM. Sin embargo, el acuerdo sobre el desarrollo de un misil aire-aire de corto alcance avanzado ASRAAM fue problemático y el desacuerdo entre la Fuerza Aérea y la Marina sobre los conceptos de diseño (la Fuerza Aérea había desarrollado AIM-82 y la Marina había probado su vuelo en Ágil y lo había volado en AIMVAL ). Finalmente, el Congreso insistió en que los servicios trabajen en un esfuerzo conjunto que resulte en el AIM-9M, comprometiéndose así sin explorar la mejora del potencial de la visión borrosa y la capacidad cinemática que ofrece Agile. En 1985, la Unión Soviética lanzó un misil de corto alcance (SRM) (R-73/AA-11 Archer) que era muy similar a Agile. En ese momento, la Unión Soviética tomó el liderazgo en tecnología SRM y, en consecuencia, implementó Infrared Counter Measures (IRCM) para derrotar o reducir la efectividad de los últimos Sidewinders. Con la reunificación de Alemania y la mejora de las relaciones después de la Unión Soviética, Occidente se dio cuenta de lo potentes que eran tanto el AA-11 como el IRCM y los requisitos de SRM.
Durante un breve período a fines de la década de 1980, un esfuerzo de ASRAAM liderado por un consorcio europeo estaba en juego bajo un Memorándum de Acuerdo con los Estados Unidos en el que el desarrollo de AMRAAM sería liderado por los EE. UU. Y ASRAAM por los europeos. El Reino Unido trabajó con el extremo de popa del ASRAAM y Alemania desarrolló el buscador (Alemania tenía experiencia de primera mano en la mejora del buscador Sidewinder del AIM-9J / AIM-9F). Para 1990, los problemas técnicos y de financiamiento habían obstaculizado ASRAAM y el programa parecía estancado, por lo que ante la amenaza de AA-11 y la mejora del IRCM, los EE. Características mejoradas de IRCM. El primer borrador del requisito estaba listo para 1991 y los principales competidores eran Raytheon y Hughes. Más tarde, el Reino Unido resolvió reactivar el desarrollo de ASRAAM y seleccionó a Hughes para que proporcionara la tecnología de búsqueda en forma de una matriz de plano focal con alta capacidad de puntería. Sin embargo, el Reino Unido no optó por mejorar la capacidad cinemática de giro de ASRAAM para competir con AA-11. Como parte del programa AIM-9X, EE. UU. Realizó una prueba cooperativa extranjera del buscador ASRAAM para evaluar su potencial, y se propuso una versión avanzada con cinemática mejorada como parte de la competencia AIM-9X. Al final, el diseño Sidewinder evolucionado por Hughes, con prácticamente el mismo buscador británico financiado que ASRAAM, fue seleccionado como ganador.
El AIM-9X Sidewinder, desarrollado por los ingenieros de Raytheon, entró en servicio en noviembre de 2003 con la USAF (la plataforma principal es el F-15C; la plataforma principal de la USN es el F/A-18C) y es una mejora sustancial de la familia Sidewinder. un buscador de imágenes en el plano focal infrarrojo (FPA) con capacidad para 90 ° fuera de la vista de referencia, compatibilidad con pantallas montadas en el casco, como el nuevo sistema conjunto de señalización en el casco de EE. UU., y un control tridimensional de vector de empuje totalmente nuevo (TVC ) Sistema que proporciona mayor capacidad de giro sobre las superficies de control tradicionales. Utilizando el JHMCS, un piloto puede apuntar al buscador del misil AIM-9X y "bloquearlo" simplemente mirando un objetivo, lo que aumenta la efectividad del combate aéreo. Conserva el mismo motor de cohete, fusible y ojiva del 9- "Mike", pero su menor resistencia al avance le proporciona un mejor alcance y velocidad. AIM-9X también incluye un sistema de enfriamiento interno, que elimina la necesidad de utilizar botellas de nitrógeno de riel de lanzamiento (US Navy y Marines) o una botella de argón interna (USAF). También cuenta con un dispositivo electrónico de caja fuerte y brazo similar al AMRAAM, que permite la reducción del alcance mínimo y la capacidad reprogramable de las Medidas de Contador de Contador por Infrarrojo (IRCCM) que, junto con el FPA, brindan una mejor apariencia hacia el desorden y el rendimiento frente al último IRCM. Aunque no forma parte del requisito original, AIM-9X demostró el potencial de un bloqueo después del lanzamiento, lo que permite un posible uso interno para el F-35, F-22 Raptor e incluso en una configuración de lanzamiento submarino para usar contra plataformas ASW . El AIM-9X ha sido probado para una capacidad de ataque de superficie, con resultados mixtos.

### Block II
El trabajo de prueba en la versión AIM-9X Block II comenzó en septiembre de 2008. El Bloque II agrega la función Bloqueo después del lanzamiento con un enlace de datos, por lo que el misil puede lanzarse primero y luego dirigirse a su objetivo luego por un avión con el equipo adecuado para compromisos de 360 grados, como el F-35 y el F-22. En enero de 2013, el Bloque AIM-9X II estaba a la mitad de las pruebas operativas y tenía un rendimiento mejor de lo esperado. NAVAIR informó que el misil estaba excediendo los requisitos de rendimiento en todas las áreas, incluido el bloqueo después del lanzamiento (LOAL). Un área en la que el Bloque II necesita mejoras es el rendimiento sin distorsión del visor (HHOBS) sin casco. Está funcionando bien en el misil, pero el rendimiento está por debajo del Bloque I AIM-9X. La deficiencia de HHOBS no afecta a ninguna otra capacidad del Bloque II, y se planea mejorar mediante una compilación de limpieza de software. Los objetivos de la prueba operacional debían completarse para el tercer trimestre de 2013. Sin embargo, a partir de mayo de 2014, había planes para reanudar las pruebas operativas y la evaluación (incluida la compatibilidad del sistema de misiles tierra-aire). A partir de junio de 2013, Raytheon ha entregado 5,000 misiles AIM-9X a los servicios armados.
En febrero de 2015, el Ejército de EE. UU. Lanzó con éxito un Sidewinder AIM-9X Block II desde el nuevo Multi-Mission Launcher (MML), un contenedor de lanzamiento de misiles montado en un camión que puede contener 15 de los misiles. El MML es parte del Incremento de la Capacidad de Protección contra Incendios Indirectos 2-Interceptación (IFPC Inc. 2-I) para proteger las fuerzas terrestres contra los misiles de crucero y las amenazas de vehículos aéreos no tripulados. El ejército ha determinado que el Side-Side Block II de X es la mejor solución para las amenazas CM y UAV debido a su buscador pasivo IIR. El MML complementará el sistema de defensa aérea AN/TWQ-1 Avenger y se espera que comience a desplegarse en 2019.

### Block III
En septiembre de 2012, Raytheon recibió la orden de continuar desarrollando Sidewinder en una variante del Bloque III, a pesar de que el Bloque II aún no había entrado en servicio. La USN proyectó que el nuevo misil tendría un alcance 60 por ciento más largo, componentes modernos para reemplazar a los antiguos y una ojiva insensible de municiones, que es más estable y menos propensa a detonar por accidente, por lo que es más segura para los equipos de tierra. La necesidad de que el AIM-9 tenga un alcance mayor fue el de los emisores de interferencias de la memoria de radiofrecuencia digital (DRFM, por sus siglas en inglés) que pueden cegar el radar de a bordo del AIM-120D AMRAAM, por lo que el sistema de guía de homing infrarrojo de imagen pasiva del Sidewinder Block III fue una alternativa útil. . Aunque podría complementar el AMRAAM para compromisos de más allá del alcance visual (BVR), todavía podría ser capaz de realizar dentro del alcance visual (WVR). La modificación del AIM-9X se vio como una alternativa rentable al desarrollo de un nuevo misil en un momento de disminución de los presupuestos. Para lograr el aumento de rango, el motor de cohete tendría una combinación de mayor rendimiento y administración de potencia de misiles. El Bloque III "aprovecharía" la unidad de guía y la electrónica del Bloque II, incluido el enlace de datos derivado de AMRAAM. El Bloque III estaba programado para alcanzar la capacidad operativa inicial (COI) en 2022, luego del aumento en el número de F-35 Lightning II del programa Joint Strike Fighters para entrar en servicio. La Armada presionó para esta mejora en respuesta a una amenaza proyectada que los analistas han especulado que se debe a la dificultad de apuntar a los próximos cazas de combate de quinta generación chinos (Chengdu J-20, Shenyang J-31) con el radar guiado AMRAAM, específicamente que Los avances chinos en electrónica significarán que los combatientes chinos usarán sus radares AESA como interferencia para degradar la probabilidad de muerte del AIM-120. Sin embargo, el presupuesto de la Marina para el año fiscal 2016 canceló el AIM-9X Block III ya que redujo las compras del F-35C, ya que estaba destinado principalmente a permitir que el caza llevara seis misiles BVR; La ojiva insensible de municiones se mantendrá para el programa AIM-9X.

## Desarrollos extranjeros

### TC-1 (Taiwán)
CSIST Sky Sword I (TC-1) es un desarrollo taiwanés del AIM-9L originalmente destinado a armar al caza indígena F-CK-1 de la ROCAF. Desde entonces, se desarrolló una versión lanzada desde tierra como parte del sistema de defensa aérea Antelope, que se lleva en un vehículo lanzador con base en Humvee. La división de empaque técnico Pelican-Hardigg de Pelican Products Inc. ha diseñado, calificado y ahora fabrica un contenedor AUR (All Up Round) de un solo misil para este misil. El contenedor de misiles Pelican-Hardigg ha sido diseñado para ser lo suficientemente ligero como para que 6 hombres puedan manipular físicamente el contenedor cargado.

### Chaparral
También se desarrolló una versión para el Ejército de EE. UU. Con un lanzador para cuatro misiles AIM-9D montados en un vehículo sobre orugas y llamado MIM-72/M48 Chaparral. En esta configuración, un operador se sentó en una cápsula protegida que se incorporó al conjunto del lanzador que giraba como una unidad integrada. El Chaparral entró en servicio en 1969 y fue parte integrante de la red de defensa aérea del Ejército hasta 1998.

### AGM-122A Sidearm
El Sidewinder también fue la base del misil antiradiación AGM-122A Sidearm que utiliza una sección de guía AIM-9C modificada para detectar y rastrear un radar del sistema de defensa aérea basado en tierra radiante. El dispositivo de detección de blancos se modifica para uso aire a superficie, empleando la capacidad de adquisición del hemisferio delantero. Al parecer, las existencias de sidra se han gastado y el arma ya no está en el inventario activo.

### Variantes antitanque
China Lake experimentó con Sidewinder en el modo aire-tierra, incluido el uso como un arma antitanque. A partir de 2008, el AIM-9X demostró su capacidad como un exitoso misil ligero de aire a tierra.
El 28 de febrero de 2018, el Cuerpo de la Guardia Revolucionaria Islámica de Irán —IRGC, por sus siglas en inglés— presentó una versión antitanque del misil Sidewinder llamada «misil Azarajsh». Este proyecto desarrollado para ser utilizado por helicópteros de ataque y lanzadores en tierra.

### Motor de cohete más grande
Bajo el Proyecto de Gran Altitud, los ingenieros en China Lake acoplaron una ojiva y buscador Sidewinder a un motor de cohete Sparrow para experimentar con la utilidad de un motor más grande.

## Desarrollos no realizados

### Diamondback
La Armada de EE. UU. consideró una versión nuclear del misil. Durante los años 50 en la fase de concepción se pensaba que una cabeza nuclear podría aumentar la letalidad del misil. La Naval Ordnance Test Station (NOTS) de China Lake fue encargada de analizar desarrollos del misil y uno de ellos fue el Super Sidewinder. Pronto se cambió  el nombre a Diamondback, el nombre de una serpiente venonosa. Se esperaba que el proyecto acabara con el misil entrando en servicio hacia 1960. El proyecto se complicó ya que primero se quiso una propulsión más potente para aumentar el alcance y después se pensó en una cabeza de combate nuclear para aumentar la potencia de la carga explosiva. El resultado era un misil más grande y pesado. También se añadió el doble guiado, tanto radar como infrarrojos. El resultado esperado era un misil que pudiera interceptar bombarderos en vuelo supersónico lanzados desde cualquier ángulo.
En 1958 se canceló el proyecto. No sólo el misil no encajaba en las misiones de la US Navy ni estaba claro que uso se le daría. Además el desarrollo del misil AIM-7 Sparrow cubría los requisitos. Sin embargo algunos almirantes seguían pensando que era necesario tener un misil con que combatir a gran distancia los bombarderos soviéticos y lanzaron el proyecto del F6D Missileer], armado con el misil AAM-N-10 Eagle y el sistema de control de disparo AWG-9.

### Desarrollos relacionados
- MIM-72 Chaparral
- AIM-95 Agile Desarrollado en la década de 1970 para reemplazar el AIM-9 (sin éxito)

### Misiles similares
- MAA-1 Piranha
- MBDA MICA
- Matra R550 Magic
- Shafrir
- Python 5
- PL-2
- PL-9
- IRIS-T
- AIM-132 ASRAAM
- Vympel R-3
- Molniya R-60
- Vympel R-73

### Listas relacionadas
- Anexo:Aeronaves y armamento del Ejército del Aire de España